# Họ Chim nghệ
Họ Chim nghệ (danh pháp khoa học: Aegithinidae) là một họ nhỏ chứa khoảng 4 loài chim dạng sẻ sinh sống tại Ấn Độ và Đông Nam Á. Chúng là một trong ba họ chim đặc hữu của vùng sinh thái Indomalaya. Trước đây chúng được gộp cùng các loài chim xanh trong họ Irenidae.
Các loài chim này có hình dáng giống như chào mào (Pycnonotidae), sinh sống trong các khu rừng thưa hay các bụi rậm cây có gai. Mặc dù nhóm này có xu hướng có bộ lông màu nâu xám, nhưng chúng có dị hình giới tính, với chim trống có bộ lông màu vàng và lục.
Các loài chim này ăn sâu bọ và nhện. Chúng đẻ 2-3 trứng trong tổ trên cây.

## Phân loại
Chim nghệ ngực vàng là loài chim nghệ đầu tiên được Carl Linnaeus mô tả năm 1758, nhưng có nhiều mơ hồ về bản chất của loài chim mà Linnaeus nói tới khi ông mô tả nó như là Motacilla Tiphia. Các nhà phân loại học thời kỳ đầu theo từng trường hợp từng coi nó như là chim chích, đớp ruồi, sẻ hay khướu. Khi dựng lên họ Aegithinidae năm 1869 George Robert Gray đã gộp một loạt các loài/chi khướu vào cùng chim nghệ. Trong thập niên 1850 Edward Blyth là người đầu tiên kết nối chim nghệ với chim lam và chim xanh và gộp tất cả chúng vào trong họ Chào mào.

### Các loài
- Chim nghệ ngực vàng hay chim nghệ thường, Aegithina tiphia (L., 1758)
- Chim nghệ đuôi trắng hay chim nghệ Marshall, Aegithina nigrolutea (Marshall, 1876)
- Chim nghệ lục, Aegithina viridissima (Bonaparte, 1850)
- Chim nghệ lớn, Aegithina lafresnayei (Hartlaub, 1844)

## Mô tả
Chim nghệ là chim dạng sẻ kích thước từ nhỏ tới trung bình, dài khoảng 11,5 đến 15,5 cm (4,5–6,1 in). Tổng thể thì chim trống to lớn hơn chim mái. Chúng trông tương tự như chào mào, nhưng trong khi nhóm chim chào mào có xu hướng có bộ lông nâu xám xỉn thì chim nghệ lại có bộ lông tươi màu hơn. Chim nghệ thể hện dị hình giới tính ở bộ lông của chúng, với chim trống có bộ lông tươi màu hơn, bao gồm các sắc vàng và xanh lục. Không giống như chim xanh, chim nghệ có chân mảnh dẻ và mỏ của chúng là dài hơn khi xét theo tỷ lệ. Chúng kêu the thé đinh tai nhức óc nhưng tiếng hót của chúng thì êm dịu hơn đối với tai người.

## Môi trường sống và phân bố
Môi trường sống của chúng bao gồm các bụi cây keo (Acacia), bìa rừng, rừng rậm, đất nông nghệp và vườn tược (đối với chim nghệ ngực vàng). Nói chung chúng là chim vùng đất thấp, với phần lớn các loài chỉ sống tới độ cao là các khu rừng chân núi. Chúng chủ yếu sinh sống trên cây và thường được tìm thấy trên các tán lá, với rất ít ghi chép về việc các loài trong họ này sống dưới đất. Vè cơ bản chúng cũng là chim sống tĩnh tại, mặc dù tại Tây Ấn Độ có một số chứng cứ cho thấy chim nghệ đuôi trắng và chim nghệ ngực vàng là chim di trú ở một mức độ nhất định trong các vùng ven bán hoang mạc theo mùa.

## Tập tính và sinh thái
Chim nghệ ăn sâu bọ và nhện mà chúng tìm thấy bằng cách rỉa nhanh vào những chiếc lá của các cành non nhỏ nhất nằm ngoài cùng.
Ở hai loài mà người ta biết về các thể hiện mời gọi bạn tình của chim trống thì chúng là tỉ mỉ, lên đến tột bậc trong sự lao xuống của chim trống tựa như kiểu nhảy dù trông giống như một "nùi bông xanh". Tổ có dạng hình chén hở gọn gàng kết bằng các cành cây nhỏ với mạng nhện. Chim mái đẻ 2 hay 3 trứng, vỏ với các đốm hồng và các sọc màu đỏ hay tía. Chim mái ấp trứng ban đêm còn chim trống là ban ngày. Thời kỳ ấp trứng kéo dài khoảng 14 ngày. Cả chim bố lẫn chim mẹ đều kiếm thức ăn về nuôi chim con.

## Quan hệ với con người
Chim nghệ dạn người nên có thể sống gần với con người và thậm chí còn sinh sống ở vùng ngoại ô của các đô thị như Singapore. Chúng gần như không bị đe dọa bởi các hoạt động của con người, mặc dù chim nghệ lục được IUCN liệt kê như là loài sắp bị đe dọa, với mất môi trường sống là nguyên nhân chịu trách nhiệm chính cho sự sụt giảm quần thể của chúng. Không giống như nhiều loài chim dạng sẻ khác, chúng không phải là loài phổ biến trong mua bán chim nuôi trong lồng.